# Antropologia kulturowa
Antropologia kulturowa (antropologia społeczna) – dyscyplina nauk społecznych badająca organizację kultury, rządzące nią prawa, historyczną zmienność i etniczną różnorodność kultur w celu skonstruowania ogólnej teorii kultury. Jest to jeden z głównych działów szeroko rozumianej antropologii, zajmuje się badaniem kultury we wszystkich jej przejawach.
Antropologia kulturowa to dziedzina antropologii zajmująca się człowiekiem traktowanym jako indywiduum, jednostka ukształtowana przez społeczeństwo i twórca kultury. Zajmuje się zatem ludzkimi kulturami, wierzeniami, praktykami, wartościami, ideami, technologiami, ekonomiami, życiem społecznym i organizacją poznania. Antropolodzy kulturowi korzystają przeważnie z jakościowych metod obserwacji uczestniczącej czy wywiadu etnograficznego.
W Wielkiej Brytanii określa się ją mianem antropologii społecznej (social anthropology), w Europie i Stanach Zjednoczonych etnografią, etnologią lub antropologią kulturową. Regionalne nurty różnią się rodzajami podejmowanej tematyki, tendencjami metodologicznymi i ideologicznym zabarwieniem.

## Charakterystyka dyscypliny
Antropologia kulturowa akcentuje w badaniach różnorodność kultur i bada odniesienie zachowań ludzkich do ogólnego kształtu kultury danej społeczności. Ten dział nauki sięga korzeniami epoki wielkich odkryć geograficznych.
Antropologia kulturowa ukierunkowana jest tradycyjnie na zrozumienie kultury innego, innymi słowy obcego, dzikiego (a więc zwraca się ku temu co egzotyczne czy ludowe). Stąd podstawowe subdyscypliny antropologii kulturowej to:
- antropologia społeczności pierwotnych (np. plemion), czyli społeczności przedpiśmienniczych, przedpaństwowych, bezklasowych, żyjących do niedawna w znacznej izolacji od innych zbiorowości ludzkich (termin społeczeństwa pierwotne, lub co gorsza prymitywne, jest niezbyt fortunny gdyż w świetle antropologii kulturowej takie społeczności nie są ani pierwotne ani prymitywne choć takie potoczne spojrzenie występuje często we współczesnych społeczeństwach Zachodu).
- antropologia społeczności chłopskich (w obrębie tej poddyscypliny mieści się też folklorystyka) – bada nie tylko obyczaje i materialne formy życia ludowego ale też inne przejawy kultury ludowej: literaturę, sztukę, muzykę ludową, obrzędowość, wzorce współżycia, mechanizmy społecznej kontroli i struktury wzajemnej zależności. Podobne badania antropologowie kulturowi prowadzą też czasami w odniesieniu do społeczności miejskich koncentrując się między innymi na mniejszościach etnicznych (np. ich adaptacji do warunków życia w mieście), mniejszościach religijnych lub zbiorowościach ludzi najuboższych, żyjących w nędzy (np. w slumsach dużych metropolii).

Ponadto kolejną poddyscypliną, powstałą względnie niedawno, jest
- antropologia współczesności badająca społeczeństwa współczesne, podważająca oczywistości życia codziennego tych społeczeństw, zwracająca uwagę na powstałe niedawno zjawiska kulturowe (np. multikulturalizm, metakulturalizm, współczesne „wojny kultur”, relacje pomiędzy tradycyjnymi kulturami etnicznymi a globalną kulturą masową, inne skutki kulturowe globalizacji i glokalizacji, na wzrastającą szybkość życia, wirtualizację kultury itd.).

W wyżej wymienionych społeczeństwach przedmiotem uwagi antropologii kulturowej stają się między innymi instytucje społeczno-kulturowe stanowiące:
- sposoby adaptacji do środowiska, gospodarka i dystrybucja dóbr (własność, dziedziczenie, dary, wzajemność, wymiana oraz handel) – zobacz też antropologia gospodarcza
- życie społeczne (m.in. systemy pokrewieństwa: np. patrylinearny, matrylinearny, podwójny, bilateralny, unilinearny; małżeństwo i rodzina, różnice związane z płcią i wiekiem, niehierarchiczne i hierarchiczne formy organizacji społecznej, statusy i pozycje społeczne członków tych organizacji, przywództwo, zjawiska konformizmu i konflikty) – zobacz też antropologia polityczna, antropologia prawa
- systemy wyobrażeń o świecie (myślenie „pierwotne”, „prelogiczne”, „archaiczne”, „mityczne”, przekonania, wierzenia, wartości, etnocentryzm, racjonalizm i irracjonalizm, mity, symbole, metafory, alegorie, animizm, manizm, totemizm, tabu, tabu pokarmowe, zakazy, magia, czarownictwo, religia, rytuały, rytuały przejścia, obrzędy, zjawiska sacrum i profanum, sakralne role społeczne szamanów lub kapłanów)

## Terminologia i podziały
Terminy etnologia, etnografia, antropologia kulturowa i antropologia społeczna często używane są wymiennie. Rozróżnienie terminologiczne ma charakter historyczny, powstało z uwagi na tradycję i nie jest jednoznaczne.
Przyjmuje się, że etnografia to czysty opis kultury, etnologia – ogólniejszy opis wraz z wnioskami, a antropologia kulturowa to nauka zajmująca się teoriami dotyczącymi kultury. Rozdział między nimi jest trudny do przeprowadzenia.
Jednocześnie istniały też różne tradycje odnośnie do tych nazw. Termin „etnografia” używany był na terenach będących pod wpływem myśli rosyjskiej, „etnologia” francuskiej, a „antropologia kulturowa” w kręgu anglosaskim. Wszystkie te terminy dotyczyły nauki o kulturach.
Antropologię kulturową jako dyscyplinę naukową możemy podzielić (co najmniej) na trzy tradycje.
W tradycji europejskiej (tutaj najsilniejszy wpływ ma antropologia francuska i niemiecka) w skład antropologii kulturowej wchodzą:
- etnologia
- etnografia

W tradycji anglosaskiej (brytyjskiej) w skład antropologii kulturowej wchodzą:
- etnologia
- etnografia
- językoznawstwo

W tradycji amerykańskiej w skład antropologii kulturowej wchodzą:
- archeologia
- antropologia fizyczna
- etnologia
- etnografia
- językoznawstwo

## Dyscypliny splatające się z antropologią kulturową
Do dziedzin splatających się z antropologią kulturową należą:
- antropologia filozoficzna – Termin antropologia filozoficzna jest nieco mylący bo jest to nie tyle dział antropologii co filozofii. Antropologia filozoficzna, mimo że podobnie jak antropologia kulturowa interesuje się człowiekiem jako całością (jego istotą), to rozwija się przede wszystkim na gruncie refleksji abstrakcyjnej, ma charakter spekulatywny, postuluje różne aprioryczne koncepcje człowieka. Takie podejście obce jest antropologii kulturowej, która bazuje głównie na gruncie empirii – dlatego nurty myślowe obu dyscyplin zawsze szły odrębnymi torami a historyczne związki pomiędzy nimi nie miały większego znaczenia.
- lingwistyka, czyli językoznawstwo (zarówno języków posiadających pismo jak i nie posiadających pisma) oraz studia nad literaturą ustną, etnolingwistyka, antropolingwistyka, antropologia kognitywna
- religioznawstwo i studia nad mitologią – dziedziny szczególnie bliskie antropologii religioznawczej
- antropologia fizyczna – W przeciwieństwie do antropologii kulturowej antropologia fizyczna zwraca się ku naturze, bada człowieka jako istotę biologiczną, jest mocno osadzona na uwarunkowaniach przyrodniczych i zagadnieniach fizycznych. Obie dyscypliny (antropologia kulturowa i fizyczna) muszą jednak wzajemnie uwzględniać swoje dokonania.
- archeologia (bada ono takie kultury archaiczne jak kultura paleolitu, kultura neolitu czy kultury pierwszych cywilizacji)
- antropologia historyczna – Jest w zasadzie działem historii mocno splatającym się z historią społeczną i mikrohistorią. Jej istota polega na zastosowaniu podejścia typowego dla antropologii kulturowej do materiałów z jakim pracują historycy. Podobne zastosowanie takiego podejścia do innych dziedzin, zwykle nie związanych bliżej z antropologią kulturową, przyczyniło się do powstania np. antropologii reklamy, antropologii organizacji.
- socjoantropologia – dyscyplina powstała ze zbliżenia socjologii i antropologii kulturowej, bliska szczególnie antropologii współczesności.

## Rozwój teorii, główne nurty i historia antropologii kulturowej

### Ewolucjonizm
W XVIII wieku Monteskiusz wymieniał kolejne stopnie rozwoju społeczeństw: polowanie lub dzikość, hodowla lub barbarzyństwo, cywilizacja. Myśląc podobnie początkowo antropolodzy wychodzili z założenia, że kultury rozwijają się w czasie. Kultury miały ewoluować ku coraz większemu skomplikowaniu. Przyjmowano, że kultury pokonują kolejne stopnie rozwoju, docierając w końcu do tego samego stadium najwyższego rozwoju (zob. ewolucjonizm w naukach społecznych – nurt który pojawił się w 2. połowie XIX wieku).

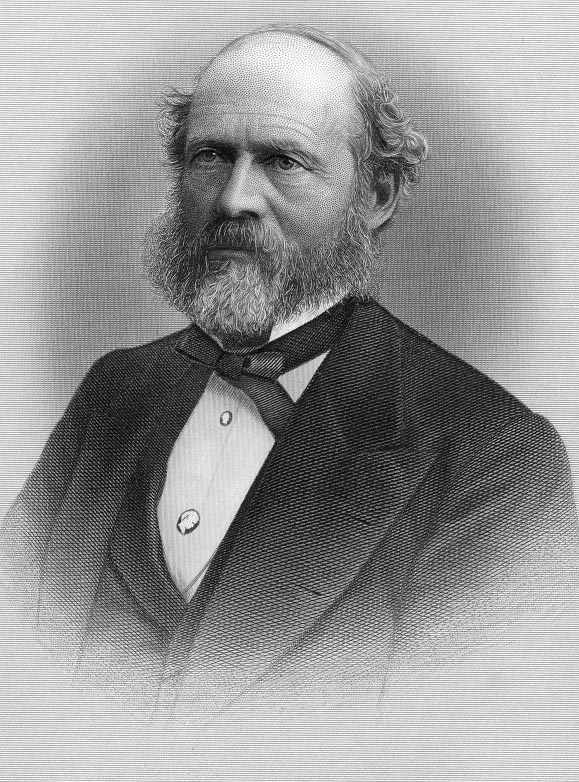
Lewis Henry Morgan

Do znanych przedstawicieli tego nurtu należy Lewis Henry Morgan, który wprowadził do antropologii komparatystyczne badania relacji pokrewieństwa.

#### Znani przedstawiciele
- Edward Burnett Tylor
- Lewis Morgan
- James George Frazer
- Johann Jakob Bachofen
- John Lubbock
- John Ferguson McLennan
- Herbert Spencer
- Adolf Bastian

### Szkoła amerykańska
Początki antropologii kulturowej w Stanach Zjednoczonych związane są z Franzem Boasem. Zobacz też historyzm boasowski.

### Dyfuzjonizm
Dyfuzjonizm pojawił się na przełomie XIX i XX wieku. Znani przedstawiciele to m.in.:
- Friedrich Ratzel (zob. też determinizm środowiskowy)
- Leo Frobenius
- Fritz Graebner

### Funkcjonalizm

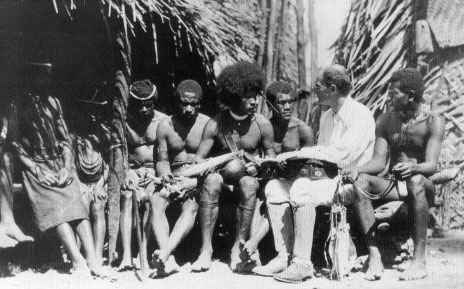
Bronisław Malinowski wśród Trobriandczyków

Przedstawiciele funkcjonalizmu w antropologii analizowali społeczności ludzkie jako analogiczne do żywych organizmów, w których każdy element ma swoją funkcję w podtrzymywaniu całego systemu. W tej koncepcji poszczególne instytucje kultury, jak religia, małżeństwo czy ekonomia miały przypisane określone zadania do wykonania, choć często ich rola była nieuświadamiana przez członków konkretnej kultury. Funkcjonalizm powstał w kontrze do ewolucjonizmu. Wynikało to z przekonania, że badania kulturowe należy prowadzić we współczesności, a więc nie opierać się na zapisach historycznych czy podaniach z drugiej ręki, ale na obserwacji tego, jak kultura manifestuje się dziś.
Za ojców dyscypliny uważa się często Polaka Bronisława Malinowskiego i brytyjczyka Alfreda Radcliffe-Browna, choć obaj różnili się nieco podejściem do roli instytucji. Zdaniem Malinowskiego instytucje kultury służyły zaspokajaniu biologicznych potrzeb jednostek. Radcliffe-Brown z kolei koncentrował się na roli struktury społecznej i relacji pomiędzy jej częściami jako składową stabilności systemu (zob. też funkcjonalizm strukturalny).

#### Znani przedstawiciele
szkoła brytyjska (lata 20. i 30. XX wieku)
- Bronisław Malinowski
- Alfred Radcliffe-Brown
- Edward Evans-Pritchard
- Lucy Mair
- Edmund Leach (tylko początkowo, potem zajął się strukturalizmem)[5]

szkoła francuska
- Marcel Mauss
- Lucien Lévy-Bruhl
- Arnold van Gennep

### Konfiguracjonizm
Konfiguracjonizm to nurt, który pojawił się w latach 40. i 50. XX wieku. Do znanych przedstawicieli należą:
- Ruth Benedict
- Alfred Kroeber

### Psychokulturalizm
Psychokulturalizm powstał jako amerykańska szkoła kultury i osobowości w latach 40-60. XX wieku. Do znanych przedstawicieli należą:
- Ralph Linton
- Abram Kardiner
- Margaret Mead

### Strukturalizm
Strukturalizm w filozofii, socjologii i antropologii jako podejście badawcze pojawił się najwcześniej w językoznawstwie – zob. strukturalizm (językoznawstwo). Strukturalizm znajdował się więc pod znaczącym wpływem dokonań językoznawstwa i fonologii, zwłaszcza Ferdinanda de Saussure'a. Na grunt antropologii kulturowej strukturalizm wprowadził Claude’a Levi-Strauss (najpierw pojawił się on więc we Francji). Levi-Strauss zapoznał się z językoznawstwem strukturalistycznym podczas wykładów Romana Jakobsona. Szkoła antropologii kulturowej rozwinięta przez Claude’a Levi-Straussa w latach czterdziestych XX wieku (do dziś ma swoich przedstawicieli), która wywarła znaczący wpływ na humanistyce drugiej połowy XX wieku. Zdaniem Chrisa Barkera zakorzeniona w socjologii Durkheima.
Przedstawiciele tego nurtu traktowali kultury jako systemy i analizowali je pod kątem strukturalnych relacji pomiędzy ich elementami. Zgodnie z teorią Levi-Straussa, stałe elementy kultur wynikają z nieróżnorodności struktur ludzkich umysłów.

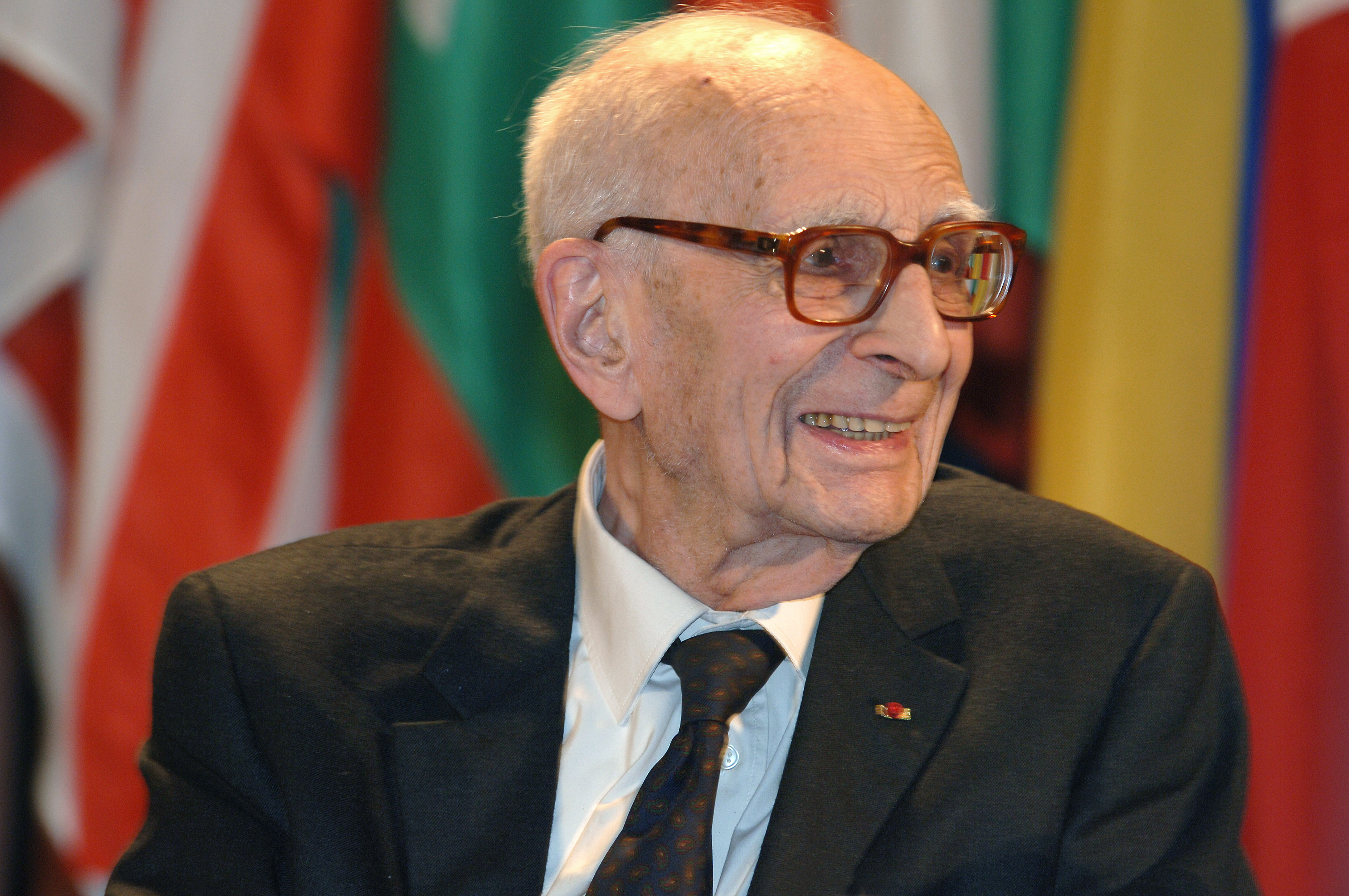
Claude Lévi-Strauss w 2005 roku

Edmund Leach przekonuje, że strukturalizm to nie teoria ani metoda, ale raczej „sposób patrzenia na rzeczy” zaczerpnięty od ojca tego nurtu, Levi-Straussa. Według Leachowskiego opisu antropologia strukturalna koncentruje się na dwóch poziomach zjawisk. Każda czynność ma element praktyczny i symboliczny. Ten pierwszy zmienia stan świata, drugi – mówi coś o sytuacji społecznej. Leach przytacza przykład: „kiedy jesz rano śniadanie, praktyczny aspekt uwalnia cię od głodu, ale natura jedzenia – czy to tosty i kawa, czy to bekon i jajka – mówi, że to śniadanie, nie lunch lub kolacja”. Zdaniem Leacha strukturaliści traktowali kulturę jak język – sztywny system powiązań pomiędzy znaczącym a znaczonym. Kontynuując wątek komentowania strukturalistycznych badań dotyczących jedzenia, Chris Barker akcentuje społeczne pochodzenie konwencji kulturowych: strukturalistyczna analiza Levi-Straussa polega na odnajdywaniu opozycji binarnych takich jak: surowe i gotowane, jadalne i niejadalne, natura i kultura.
Strukturaliści nie brali w swoich badaniach pod uwagę czynników fizjologicznych, wychodząc z założenia, że te są niezmienne i każdego człowieka kształtują w podobny sposób. W tym aspekcie antropologia strukturalistyczna oddaliła się od antropologii fizycznej.
Chris Barker przekonuje, że „zgodnie z koncepcjami strukturalizmu, mówi się (...) o praktykach znaczących i wytwarzaniu znaczenia dzięki istnieniu struktur lub przewidywalnych regularności, niezależnych od pojedynczego człowieka. Strukturalizm posiada zatem pewien wydźwięk antyhumanistyczny”.

#### Znani przedstawiciele
- Claude Lévi-Strauss
- Maurice Godelier

### Poststrukturalizm
„Pojęcie poststrukturalizmu oznacza to, co po strukturalizmie”. To nurt zarówno krytyczny, jak i przyswajający dokonania strukturalizmu. Najważniejsze założenie antropologii poststrukturalistyczne to odrzucenie przekonania o istnieniu ukrytej, trwałej struktury ustalającej znaczenia i sprzeciw wobec binarnych opozycji funkcjonujących w antropologii strukturalnej (czarny-biały, dobry-zły). Poststrukturalizm nie jest jedną szkołą. To raczej określenie szerokiego zbioru myślicieli odnoszących się z dystansem do strukturalizmu. To też moment, w którym antropologia kulturowa rozmywa się jako dziedzina i klasycy myśli rzadko kiedy zajmują się antropologią uprawianą klasycznymi metodami etnograficznymi.

### Szkoła manchesterska
Szkoła manchesterska to nurt założony przez Maxa Gluckmana na Uniwersytecie w Manchesterze w 1947 roku. Skupiał grupę blisko związanych ze sobą badaczy, głównie wykształconych w Oksfordzie, którzy później przenieśli się do University Manchester i do Rhodes-Livingstone Institute (RLI) w Livingstone w Rodezji Północnej (dziś Zambia). W Manchesterze jej szczytowy okres trwał od lat pięćdziesiątych do wczesnych lat siedemdziesiątych XX wieku.

### Antropologia marksistowska
Antropologia marksistowska to perspektywa w antropologii społecznej, która korzysta z idei marksistowskich. Główne pojęcia stosowane w antropologii marksistowskiej takie jak sposób produkcji, baza i nadbudowa, podział na centrum i peryferie zostały zaczerpnięte z dzieł Karola Marksa.

### Neoewolucjonizm
Neoewolucjonizm pojawił się w 2. połowie XX wieku. Zobacz też ewolucjonizm (nauki społeczne). Główni przedstawiciele to:
- Gordon Childe
- Leslie White
- Julian Steward

### Materializm kulturowy
Materializm kulturowy to stanowisko zgodnie z którym to, jakie w danej kulturze występują wzory kulturowe, zależy w dużej mierze od czynników środowiska naturalnego. Do przedstawicieli nurtu należy Marvin Harris.

### Antropologia refleksyjna
Antropologia refleksyjna to nurt współczesnej antropologii powstały po przełomie postmodernistycznym i w istotny sposób zainspirowany postkolonializmem. Jego przedstawicielami są m.in. Clifford Geertz, James Clifford, George E. Marcus i (głównie ze względu na swoje prace na temat orientalizmu) Edward Said. Mianem antropologii refleksyjnej swoje koncepcje określał również Pierre Bourdieu. Zob. też antropologia interpretatywna.

#### Antropologia kognitywna
Antropologia kognitywna (inaczej: poznawcza) pojawiła się w latach 60–80. XX wieku. Do przedstawicieli nurtu należy Ward Goodenough.

#### Antropologia postmodernistyczna
Antropologia postmodernistyczna to nurt, który narodził się w latach 80. XX wieku. Kolebką są Stany Zjednoczone, z których pochodzą główni prekursorzy tegoż kierunku: George E. Marcus, Michael M.J. Fischer, Stephen A. Tyler oraz James Clifford.

## Antropologia kulturowa w Polsce
W Polsce funkcjonuje kilka ośrodków zajmujących się tematyką antropologii kulturowej:
- Z ośrodkiem poznańskim (Instytut Etnologii i Antropologii Kulturowej Uniwersytetu im. Adama Mickiewicza w Poznaniu) związani są między innymi Aleksander Posern-Zieliński, Michał Buchowski, Waldemar Kuligowski (poprzednio był też Wojciech Burszta – obecnie profesor Szkoły Wyższej Psychologii Społecznej w Warszawie).
- Z ośrodkiem krakowskim (Instytut Etnologii i Antropologii Kulturowej Uniwersytetu Jagiellońskiego) związani są między innymi Janusz Barański, Dariusz Czaja, Zbigniew Libera i Czesław Robotycki (poprzednio był też Piotr Kowalski).
- W Instytucie Kultury Polskiej na Uniwersytecie Warszawskim pracują między innymi Paweł Dybel, Leszek Kolankiewicz i Andrzej Mencwel. W Instytucie Etnologii i Antropologii Kulturowej Uniwersytetu Warszawskiego wykładają między innymi Zbigniew Benedyktowicz, Agnieszka Kościańska, Lech Mróz, Zofia Sokolewicz, Jerzy Wasilewski, Anna Zadrożyńska i Magdalena Zowczak, poprzednio też Karolina Bielenin-Lenczowska. W Instytucie Stosowanych Nauk Społecznych Uniwersytetu Warszawskiego pracuje między innymi Jacek Kurczewski i Barbara Fatyga. W Zakładzie Antropologii Społecznej Instytutu Socjologii na Uniwersytecie Warszawskim pracuje Ewa Nowicka-Rusek.
- Na UMK wykłada Ludwik Stomma.
- Instytut Etnologii i Antropologii Kulturowej Uniwersytetu Śląskiego (z siedzibą w Cieszynie)[11] – program badawczy oraz edukacyjny wynika z funkcjonowania ośrodka na pograniczu, kładzie nacisk na kształcenie kompetencji społecznych oraz umiejętności poruszania się w wielokulturowym, wielowyznaniowym i wielojęzykowym otoczeniu. Wykładają m.in. Halina Rusek, Jan Kajfosz, Maciej Kurcz.
- Ośrodek śląski (Instytut Nauk o Kulturze Uniwersytetu Śląskiego[12]) – Zakład Teorii i Historii Kultury – Ewa Kosowska[13] studia magisterskie i doktoranckie w zakresie antropologii kulturowej.
- Katedra Etnologii i Antropologii Kulturowej Uniwersytetu Wrocławskiego zajmuje się badaniami w Rumunii i w Litwie. Również na Żywiecczyźnie oraz Dolnym Śląsku są prowadzone badania w ramach praktyk studenckich. Katedra zajmuje się również tematyką gender studies, mniejszościami narodowymi, medycyną ludową, zwrotem retorycznym czy antropologią ciała (Adam Paluch[14]).
- Ośrodek łódzki (Instytut Etnologii i Antropologii Kulturowej Uniwersytetu Łódzkiego[15]) – realizowany w Instytucie program naukowo-badawczy dotyczy m.in. antropologii miasta i antropologii w mieście, metodologii badań nad kulturą, etnologii religii, antropologicznych badań wspólnotowości, pamięci, codzienności, antropologii doświadczenia oraz zmysłów, antropologii symbolicznej, wizualnej oraz współczesnego folkloru. Studia w ośrodku łódzkim obejmują wiedzę dotyczącą dawnych i współczesnych koncepcji antropologicznych, mechanizmów działania kultury i społeczeństwa, wiedzę z zakresu prowadzenia badań jakościowych oraz krytycznej analizy i interpretacji tekstów kultury.

### Konferencje, sympozja, kongresy
I Kongres Antropologiczny, Warszawa 2013